# Olga Grjasnowa
Olga Grjasnowa, född 1984 i Baku i Azerbajdzjan, är en tysk författare.

## Biografi
Olga Grjasnowa föddes i en rysk-judisk familj i Baku i Azerbajdzjanska SSR i dåvarande Sovjetunionen. Hennes far, Oleg Grjasnow, var advokat och hennes mor, Julija Winnikowa,  musikvetare. Familjen flydde 1996 till Frankfurt am Main i Tyskland, som en följd av de nationalistiska konflikter som uppstod efter Sovjets sammanbrott. 2005 började hon studera konstvetenskap och slavistik i Göttingen, för att gå över till tyska litteraturinstitutet i Leipzig, där hon tog examen 2010. Därutöver har hon studerat i Polen, Ryssland och Israel. Hon bor i Berlin. För närvarande läser hon danshistoria vid konstuniversitetet i Berlin vid sidan av sitt skrivande.

## Litterär karriär
- 2007: Deltagare i "Klagenfurter Literaturkurses".
- 2008: Stipendium från Rosa Luxemburg-stiftelsen.
- 2010: Deltagare i Jürgen Ponto-stiftelsens skrivarverkstad.
- 2010: Dramatikerpris från den österrikiska teatern "Wiener Wortstätten" för debutpjäsen Mitfühlende Deutsche.
- 2011: Stipendium från  Robert Bosch-stiftelsen.
- 2012: Hermann Lenz-stipendiet.
- 2012: Anna Seghers-priset
- 2012: Klaus Michael Kühne-priset
- 2012: Hermann Lenz-priset
- 2012: Debutromanen Der Russe ist einer, der Birken liebt (svensk översättning Ryssar är såna som gillar björkar) kommer ut i Tyskland. Den har väckt stor uppmärksamhet och sålts till flera länder. I januari 2013 utkom den på svenska.[1][2][3]
- 2014: Die juristische Unschärfe einer Ehe Roman
- 2015: Adelbert von Chamisso priset
- 2017: Gott ist nicht schüchtern Roman
- 2020: Der verlorene Sohn Roman